# Nacional Tijuana
El Club de Fútbol Nacional de Tijuana fue un equipo de fútbol mexicano que jugó en la Primera División 'A' de México antes de su desaparición. Tuvo como sede en la ciudad de Tijuana, Baja California, México.
Logró estar en la Primera División 'A' de México en el año del 1999, y se caracterizó por ser un equipo formado principalmente por mexicanos, algo muy representativo puesto que en ese año la mayoría eran tijuanenses para lograr que el equipo ascendiera a la Primera División de México, debuta el 2 de octubre de 1999 a Fernando Ayala, proveniente de los Leones de Colima de la Tercera División de México y a Claudio Raya del Monarcas Morelia a jugar contra la U de G en el estadio Cerro Colorado.

## Historia
Tras el descenso de los Colibríes de Morelos de la Primera División de México en el Torneo Clausura 2003, se enteran de que el equipo fue poseído por la Federación Mexicana de Fútbol por no ser pagado a tiempo las multas que Jorge Rodríguez Marié dirigió por todo el torneo, la franquicia fue vendida y se convirtió en Dorados de Tijuana, la oncena anterior era conocida simplemente como Trotamundos Tijuana. Como el equipo era nuevo hizo que la Federación Mexicana de Fútbol obligara a los dueños que creara otro equipo de fútbol en la misma región y así es como surgió el equipo Nacional de Tijuana. Luego el equipo tuvo una mala temporada y arrastraba el problema del porcentaje de la antigua franquicia, por lo que descendió a Segunda División de México, para luego ser desaparecido de la Primera División "A" por el incremento de equipos.

## Uniforme
- Uniforme titular: Camiseta verde, pantalón blanco, medias verdes.
- Uniforme alternativo: Camiseta blanca, pantalón verde, medias rojas.

## Equipos anteriores
Los siguientes clubes estuvieron alguna vez en Tijuana y han desaparecido debido a que su franquicia fue comprada o descendieron a Segunda División de México:
- Club Tijuana: Cambió de dueño y nombre a Dorados de Tijuana. Desde el 2007
- Tijuana Stars. De 2004 a 2006.
- Trotamundos Tijuana: Se convirtió en Trotamundos Salamanca. De 2003 a 2004
- Nacional Tijuana: De 1999 a 2003.
- Chivas Tijuana: Filial de Chivas. De 1997 a 1999.
- Inter Tijuana. De 1989 a 1997.